# Lista de goleiros com maior tempo sem sofrer gol
Lista de goleiros com maior tempo sem sofrer gol. Para tanto, consideram-se apenas os 50 maiores recordes individuais, conquistados em competições oficiais reconhecidas pela FIFA.
Na contagem de tempo, serão levados em conta apenas os minutos em campo (excetuando tempo de descontos exceto quando verificáveis, quando o gol sair depois dos 45 minutos de qualquer um dos tempos), ou seja, não se consideram os intervalos de jogos e/ou temporadas.

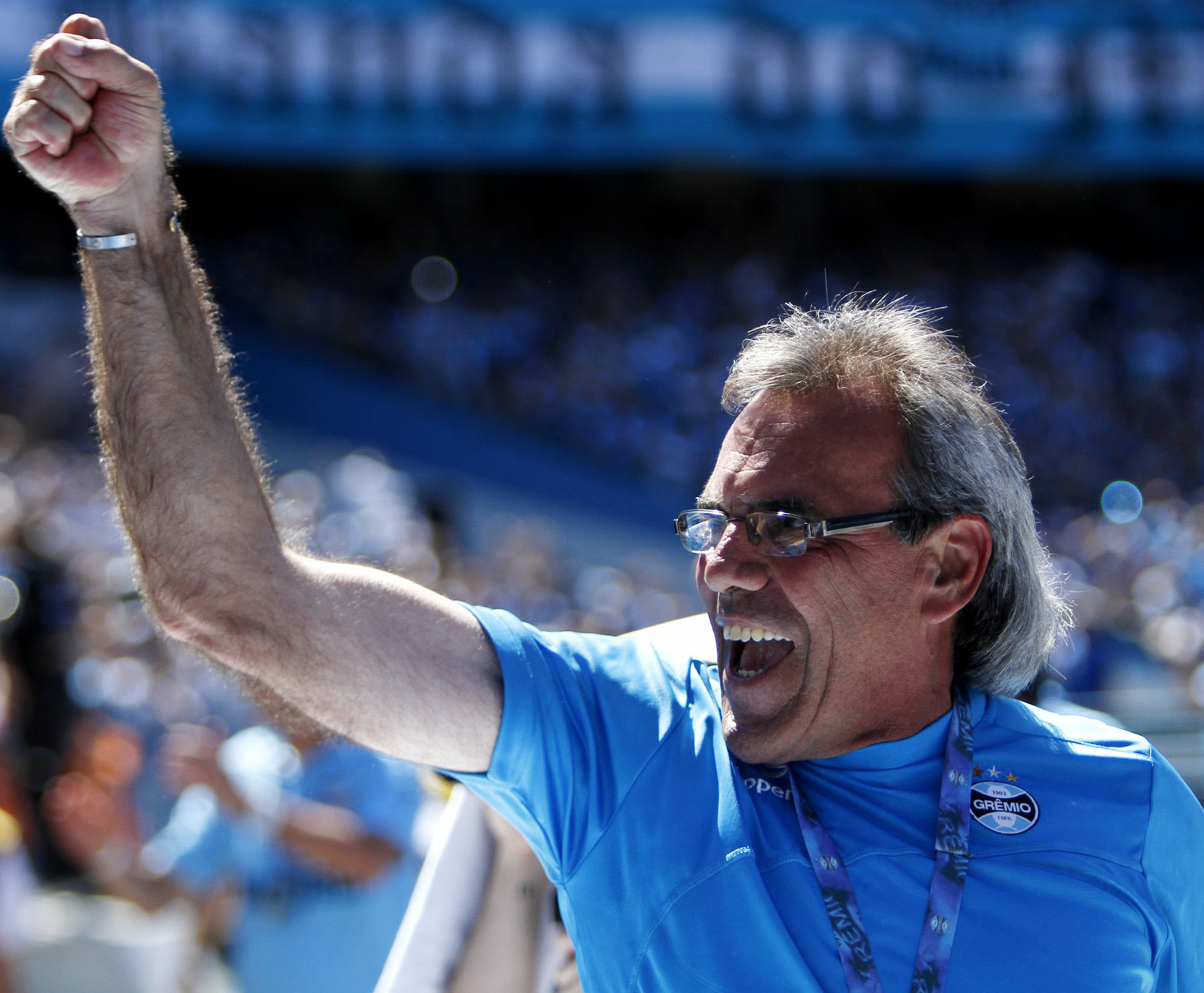
Mazarópi, dono do recorde mundial de goleiro a ficar mais tempo sem ser vazado.

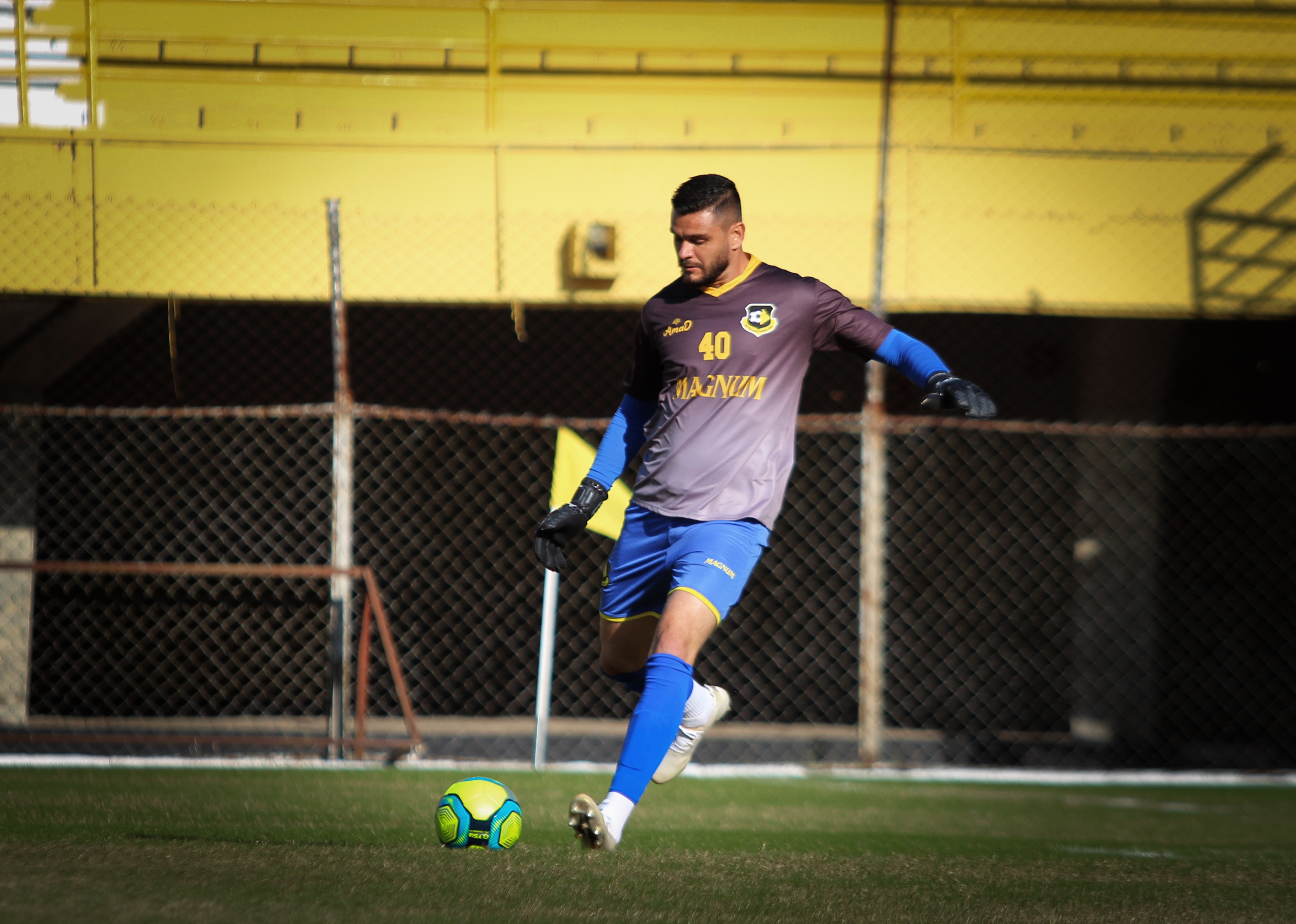
Alex Alves, goleiro a ficar mais tempo sem sofrer gols na história do Campeonato Brasileiro.

| Ordem | Goleiro                                | Tempo (minutos) | Time                    | Campeonato                                                                                   | Observação                                                        |
| ----- | -------------------------------------- | --------------- | ----------------------- | -------------------------------------------------------------------------------------------- | ----------------------------------------------------------------- |
| 1     | Mazaropi                               | 1 816           | Vasco                   | Campeonatos Cariocas de 1977 e 1978                                                          | Recorde mundial.                                                  |
| 2     | Neneca                                 | 1 636           | Náutico                 | Campeonato Pernambucano de 1974                                                              |                                                                   |
| 3     | Jorge Reis                             | 1 604           | Rio Branco              | Entre 1970 e 1971                                                                            |                                                                   |
| 4     | Felipe Ventura                         | 1 561           | Differdange 03          | Campeonato Luxemburguês de Futebol 2024/2025                                                 |                                                                   |
| 5     | El Batal                               | 1 442           | Al-Ahly                 | Campeonato do Egito                                                                          |                                                                   |
| 6     | Dany Verlinden                         | 1 390           | Club Brugge             | 3 de março a 26 de setembro de 1990                                                          |                                                                   |
| 7     | Buljubasich                            | 1 352           | Universidad Católica    | Campeonato Chileno de 2005 (Clasura)                                                         |                                                                   |
| 8     | Agustín Rossi                          | 1 314           | Flamengo                | Campeonato Brasileiro de 2023 e Campeonato Carioca de 2024                                   | Recorde entre goleiros da Série A do Brasileiro no século XXI.    |
| 9     | Edwin van der Sar                      | 1 311           | Manchester United       | 2008 a março de 2009                                                                         | Recorde no Campeonato Inglês.                                     |
| 10    | Marcelino                              | 1 295           | Ferroviário             | Campeonato Cearense de 1973                                                                  | Fonte: almanaquedoferrao.net                                      |
| 11    | Abel Resino                            | 1 275           | Atlético de Madrid      | 1991                                                                                         |                                                                   |
| 12    | Daniel Tenenbaum                       | 1 272           | Maccabi Tel Aviv        | Campeonato Israelense de Futebol                                                             | Temporada 2018/19 e 2019/20, Recorde no Campeonato Israelense.    |
| 13    | Zetti                                  | 1 238           | Palmeiras               | Campeonato Paulista de 1987                                                                  |                                                                   |
| 14    | Alex Alves                             | 1 195           | São Bernardo FC         | Campeonato Brasileiro de 2022 - Série D                                                      | Recorde no Campeonato Brasileiro.                                 |
| 15    | Vítor Baía                             | 1 192           | Porto                   | setembro de 1991 a janeiro de 1992                                                           | Recorde no Campeonato Português.                                  |
| 16    | Dino Zoff                              | 1 143           | Itália                  | 20 de setembro de 1972 a 15 de junho de 1974                                                 | Recorde em jogos internacionais.                                  |
| 17    | Jairo                                  | 1 132           | Corinthians             | Campeonato Brasileiro de 1978                                                                |                                                                   |
| 18    | Lucas Gomes                            | 1 124           | Paulista                | Campeonato Paulista - Segunda Divisão 2024 e Campeonato Paulista - Série A4 2025             | Recorde do clube                                                  |
| 19    | Emerson Conceição                      | 1 108           | Paysandu                | Campeonato Brasileiro de 2016 - Série B                                                      |                                                                   |
| 20    | Manuel Bento                           | 1 081           | Benfica                 | Temporada 1980                                                                               |                                                                   |
| 21    | Carlos Barisio                         | 1 075           | Ferro Carril            | Campeonato da Primeira Divisão de 1981                                                       | Recorde no Campeonato Argentino                                   |
| 22    | Altevir Sales                          | 1 066           | Atlético Paranaense     | Campeonato Paranaense de 1977                                                                | Recorde paranaense de goleiro que ficou mais tempo sem tomar gols |
| 23    | Eli Graciano                           | 1 060           | EC São Bernardo         | Campeonato Paulista de 1982 - Série A2                                                       |                                                                   |
| 24    | Émerson Leão                           | 1 057           | Palmeiras               | Campeonato Brasileiro de 1973                                                                |                                                                   |
| 25    | Saulo                                  | 1 041           | Ferroviária             | Campeonato Brasileiro de 2021 - Série D                                                      |                                                                   |
| 26    | Hélio Show                             | 1036            | ABC de Natal            | Campeonato Potiguar de 1976                                                                  |                                                                   |
| 27    | Ladel                                  | 1 027           | Operário                | 1980                                                                                         |                                                                   |
| 28    | Raul Plassmann                         | 1 016           | Cruzeiro                | Campeonato Mineiro de 1969                                                                   | Recorde mundial na ocasião                                        |
| 29    | Rogério Ceni                           | 988             | São Paulo               | Campeonato Brasileiro de 2007                                                                |                                                                   |
| 30    | Cantarele                              | 959             | Flamengo                | Campeonato Brasileiro de 1974                                                                |                                                                   |
| 31    | Juliano Aparecido dos Santos           | 951             | Guarani                 | Campeonato Brasileiro de 2013 - Série C                                                      | Temporada de 2013.                                                |
| 32    | Acácio                                 | 915             | Vasco                   | Campeonato Brasileiro de 1988                                                                |                                                                   |
| 33    | Carlos Afonso                          | 900             | Rio Branco              | 1975                                                                                         | Campeonato Capixaba                                               |
| 34    | Weverton                               | 887             | Palmeiras               | Campeonato Brasileiro de 2018, Copa do Brasil de 2018 e Copa Libertadores da América de 2018 |                                                                   |
| 35    | Victor Valdés                          | 877             | Barcelona               | Liga dos Campeões da UEFA                                                                    | Temporada de 2011.                                                |
| 36    | Marcelo Grohe                          | 870             | Grêmio                  | Temporada 2018                                                                               |                                                                   |
| 37    | Diego                                  | 864             | Independente de Limeira | Campeonato Paulista de 2011 - Série B                                                        |                                                                   |
| 38    | Vanderlei                              | 842             | Santos                  | Campeonato Brasileiro de 2018                                                                |                                                                   |
| 39    | Claudio Bravo                          | 835             | Barcelona               | Campeonato Espanhol de 2014–15                                                               |                                                                   |
| 40    | Miguel Reina                           | 824             | Barcelona               | Liga dos Campeões da UEFA                                                                    | Temporadas de 1972 e 1973.                                        |
| 41    | Renan                                  | 795             | Internacional           | Campeonato Brasileiro de 2006                                                                |                                                                   |
| 42    | João Leite                             | 773             | Atlético-MG             | Campeonato Brasileiro de 1978                                                                |                                                                   |
| 43    | Diogo Luiz                             | 758             | Rio Branco              | 2022                                                                                         | Copa Espírito Santo                                               |
| 44    | Paulo César                            | 756             | Sport                   | Campeonato Brasileiro de 1985                                                                |                                                                   |
| 45    | Fernando Prass                         | 748             | Vasco                   | Campeonato Brasileiro de 2012                                                                |                                                                   |
| 46    | Rodolfo                                | 746             | Rio Branco              | Campeonato Brasileiro de 1986                                                                |                                                                   |
| 47    | Marolla                                | 739             | Atlético Paranaense     | Campeonato Brasileiro de 1986                                                                |                                                                   |
| 48    | Zé Carlos                              | 710             | Botafogo                | Campeonato Brasileiro de 1978                                                                |                                                                   |
| 49    | Taffarel                               | 701             | Internacional           | Campeonato Brasileiro de 1987                                                                |                                                                   |
| 50    | Waldir Peres                           | 694             | São Paulo               | Campeonato Brasileiro de 1983                                                                |                                                                   |
| 51    | Fernando Miguel                        | 648             | Fortaleza               | Campeonato Brasileiro de 2022                                                                |                                                                   |
| 52    | Marcelo Lomba                          | 630             | Internacional           | Campeonato Brasileiro de 2018                                                                |                                                                   |
| 53    | Cássio                                 | 627             | Corinthians             | Temporada de 2022                                                                            |                                                                   |
| 54    | Carlos                                 | 626             | Ponte Preta             | Campeonato Brasileiro de 1977                                                                |                                                                   |
| 55    | Pedro Morisco                          | 620             | Coritiba                | Campeonato Brasileiro de 2025 - Série B                                                      |                                                                   |
| 56    | Wadson Santana da Silva (Wadson Chapa) | 617             | Globo Futebol Clube     | Temporada 2019                                                                               | fonte: https://ge.globo.com/                                      |
| 57    | Agnaldo                                | 610             | Vitória                 | Campeonato Brasileiro de 1973                                                                |                                                                   |
| 58    | Diego                                  | 607             | Ceará                   | Campeonato Brasileiro de 2010                                                                |                                                                   |
| 59    | Douglas                                | 606             | Ferroviário             | Temporada 2023                                                                               | Fonte: almanaquedoferrao.net                                      |
| 60    | Picasso                                | 601             | Grêmio                  | Campeonato Brasileiro de 1974                                                                |                                                                   |
| 61    | Diego Alves                            | 599             | Flamengo                | Temporada 2018                                                                               |                                                                   |
| 62    | José Amauri Soares dos Santos          | 589             | Goiás                   | Campeonato Brasileiro de 1973                                                                |                                                                   |